# Idioma arí
El arí (también llamada aari, ara, aro, aarai) es una lengua omótica de Etiopía. Los hablantes de esta lengua son los miembros del pueblo aari, también conocidos como Shankilla (o Shanqella), un nombre que es considerado despectivo. De acuerdo al censo de 1998 más de 150 000 personas hablan Arí como 
lengua materna.
La alfabetización en arí es menor de 1 %. El Nuevo Testamento fue la primera publicación en esta lengua en 1997.